# The House of the Dead (film)
The House of the Dead è un film horror antologico del 1978 diretto da Sharron Miller, alla sua prima ed unica esperienza alla regia.

## Trama
Mentre sta tornando al suo hotel l'adultero Talmudge viene sorpreso da un temporale e finisce col perdere la strada. Un impresario di pompe funebri lo invita ad entrare nella sua dimora per ripararsi dalla pioggia e gli racconta che imbalsama i corpi di persone che hanno subito morti singolari. L'impresario poi mostra a Talmudge diverse bare e racconta dettagliatamente il destino di ciascuna di esse.
La prima bara contiene il corpo della signorina Sibiler, un'insegnante che disprezzava i bambini. Mentre si trova apparentemente sola in casa, la donna in cucina accende la radio e dopo aver sentito un rumore misterioso provenire da un'altra stanza vi si reca ad indagare. Tornata in cucina, nota che la radio è stata spenta. La donna poi sale al piano di sopra per fare la doccia e intravede una sagoma attraverso la tenda. In preda al panico, chiude a chiave porte e finestre di casa. Viene poi affrontata da tre bambini mascherati e inizialmente pensa che le stiano facendo uno scherzo; tuttavia, altri bambini entrano in casa sua e si tolgono la maschera rivelando di possedere denti aguzzi. I bambini circondano la donna e la sbranano senza pietà.
La seconda bara contiene il corpo di Growski, un uomo con una spiccata affinità per le telecamere e la fotografia. L'uomo invita a cena in casa una donna di nome Julie e poi la convince a togliersi le calze dicendole che ha intenzione di usarle per un trucco di magia. Invece, l'uomo le usa per strangolare la donna mentre una telecamera nascosta riprende tutto. Successivamente l'uomo invita a casa una donna di nome Carol, che si accorge di essere ripresa. Egli la immobilizza prima di strangolarla con un cavo. Infine, l'uomo viene visto con la signora Lumquist, che accoltella quando lei cerca di chiamare un taxi per tornare a casa. L'impresario di pompe funebri afferma che Growski venne giustiziato un anno dopo per gli omicidi commessi e che lo Stato non permise che venissero scattate fotografie durante la sua esecuzione.
La terza storia riguarda il detective Malcolm Toliver, ritenuto il miglior investigatore degli Stati Uniti, e l'ispettore McDowal, il più grande investigatore d'Inghilterra. Nel corso di una cena insieme, Toliver riceve un biglietto anonimo che gli comunica che una persona che conosce morirà tra tre giorni e che lui è l'unico in grado di impedirlo. McDowal convince Toliver a permettergli di indagare insieme su questo curioso caso e Toliver accetta. Alla fine, Toliver invita McDowal a casa sua per rivelargli la sua conclusione: lui stesso è la vittima designata e McDowal l'assassino. McDowal gli spara, ma Toliver, indossando un giubbotto antiproiettile sopravvive ed uccide McDowal accoltellandolo. Toliver apre quindi la valigetta di McDowal, che contiene un esplosivo a tempo. L'impresario di pompe funebri entra in possesso del corpo di McDowal e rivela che il corpo di Toliver era troppo ridotto a brandelli per poter essere seppellito.
La quarta storia racconta di un impiegato di nome Cantwell. Dopo aver ignorato la difficile situazione di un senzatetto, Cantwell entra in un negozio vuoto e poi non riesce ad aprire le porte per uscire all'esterno. Rimasto intrappolato nell'edificio, con solo alcol a disposizione, l'uomo perde la salute fisica e mentale. Alla fine, appare un'uscita e Cantwell esce finalmente dall'edifico con l'aspetto di un vagabondo. Sporco e insanguinato, Cantwell si avvicina ad un uomo d'affari che lo ignora prima di entrare a sua volta nell'edificio. L'impresario di pompe funebri spiega che Cantwell è in seguito stato trovato morto in un canale di scolo, deceduto a causa di una malattia al fegato.
Talmudge nota una quinta bara, vuota. L'impresario di pompe funebri afferma che essa appartiene a qualcuno che ha commesso adulterio, poi rivela di conoscere Talmudge e lo definisce un suo cliente. Spaventato, Talmudge fugge ma viene assassinato a colpi d'arma da fuoco in un vicolo dal marito di una donna con cui Talmudge aveva avuto una relazione. Il cadavere di Talmudge viene quindi caricato su un'ambulanza e l'impresario di pompe funebri viene mostrato seduto sul sedile del passeggero.

## Produzione
The House of the Dead è stato girato con il titolo di lavorazione Five Faces of Terror, con l'aiuto di studenti di radiodiffusione non sindacalizzati dell'Oklahoma State University. È stato girato interamente in esterni in Oklahoma, nelle città di Ponca City, Yale e Stillwater. Finanziato dagli uomini d'affari Leroy e Marvin Boehs, il film è stato girato con un budget di $ 685.000. Gli effetti speciali del film sono stati curati da Harry Woolman.

## Distribuzione
Il film venne distribuito nei cinema americana dal 14 novembre 1978 dalla Jupiter Pictures.
In Italia il film è tutt'ora inedito.

### Home media
Nel luglio 2018, il film è stato restaurato in 2K e distribuito in DVD e Blu-ray dalla Vinegar Syndrome.

## Accoglienza

### Critica
Jim Hemphill di Filmmaker ha definito il film "oscuro ma piuttosto interessante" e ha scritto che ha "un'impressionante coerenza di tono grazie alla superba direzione degli attori da parte di Miller e alla sua abile manipolazione del pubblico attraverso sofisticati blocchi e movimenti della telecamera." Lo ha raccomandato come "un ottimo titolo da vedere per Halloween se si desidera qualcosa di un po' fuori dagli schemi." Brian Orndorf di Blu-ray.com ha definito il film "uno strano assortimento di capitoli realizzati a metà", scrivendo che "non valorizza i dettagli dei personaggi ma fornisce agli spettatori solo le basi del temperamento prima di passare al pezzo successivo." Tuttavia, ha osservato che "non è una perdita totale, soprattutto per gli appassionati di film cult [...] a cui non dispiacciono alcuni salti logici considerevoli e un tessuto connettivo limitato."